# Sheffield Brightside and Hillsborough
Circonscription parlementaire de la Chambre des communes
La circonscription de Sheffield, Brightside and Hillsborough  est une circonscription situé dans le Yorkshire du Sud, représenté dans la Chambre des communes du Parlement britannique depuis 2016 par Gill Furniss du Parti travailliste.

## Liste des députés
| Élection | Député         | Parti | Parti              |
| -------- | -------------- | ----- | ------------------ |
| 2010     | David Blunkett |       | Parti travailliste |
| 2015     | Harry Harpham  |       | Parti travailliste |
| 2016     | Gill Furniss   |       | Parti travailliste |